# 張競
張 競（ちょう きょう、1953年9月13日 - ）は、比較文学・文化史学者、明治大学国際日本学部教授。日中比較文化論を専門とする。

## 経歴
1953年、上海生まれ。華東師範大学を卒業。その後来日し、1986年に東京大学大学院総合文化研究科に入学して比較文学比較文化を専攻。1988年に修士課程修了、1991年に博士課程を修了し、博士（学術）の学位を取得した。
1992年、東北芸術工科大学助教授に着任。國學院大學助教授を経て、明治大学法学部教授、2008年より同大学国際日本学部教授。

## 受賞・栄典
- 1993年：『恋の中国文明史』で読売文学賞。
- 1995年：博士論文として提出した『近代中国と「恋愛」の発見』でサントリー学芸賞を受賞。

## 著書
- 『恋の中国文明史』筑摩書房〈ちくまライブラリー〉、1992／ちくま学芸文庫、1997
- 『近代中国と「恋愛」の発見　西洋の衝撃と日中文学交流』岩波書店、1995
- 『中華料理の文化史』ちくま新書、1997／ちくま文庫、2013
- 『美女とは何か―日中美人の文化史』晶文社、2001／角川ソフィア文庫、2007
- 『天翔るシンボルたち』農文協、2002
- 『文化のオフサイド/ノーサイド』岩波書店、2004
- 『アジアを読む』みすず書房、2006
- 『中国人の胃袋－日中食文化考』バジリコ、2008
- 『「情」の文化史　中国人のメンタリティー』角川学芸出版〈角川選書〉、2008
- 『海を越える日本文学』ちくまプリマー新書、2010
- 『本に寄り添う　Cho Kyo's Book Reviews 1998-2010』ピラールプレス、2011
- 『異文化理解の落とし穴―中国・アメリカ・日本』岩波書店、2011
- 『張競の日本文学診断』五柳書院〈五柳叢書〉、2013
- 『夢想と身体の人間博物誌－綺想と現実の東洋』青土社、2014
- 『詩文往還　戦後作家の中国体験』日本経済新聞出版社、2014
- 『時代の憂鬱　魂の幸福－文化批評というまなざし』明石書店、2015
- 『羅針盤なき航海』論創社、2023